# 荷車 (ル・ナン兄弟)
『荷車』 (にぐるま、仏: La Charette、英: The Cart) 、または『干し草作りの帰り』 (ほしくさづくりのかえり、仏: Le Retour de la fenaison、英: Return from Haymaking) は、17世紀のフランスの画家ル・ナン兄弟のルイが1641年にキャンバス上に油彩で制作した風俗画である。ル・ナン兄弟の作品としては珍しく、「Lenain fecit 1641」 (ル・ナン制作 1641) と署名と制作年が記されている。兄弟のうちルイへの帰属は、20世紀初めに提唱されて以来、疑問を持たれてはいない。1879年にサン＝タルバン (Saint-Albin) 子爵ルイ＝フィリップ・ルスラン・ド・コルボー (Louis-Philippe Rousselin de Corbeau) から遺贈されて以来、パリのルーヴル美術館に所蔵されている。

## 作品
画面には、干し草作りから帰る農民たちの姿が描かれている。前景前に、赤子を抱いた母親が鑑賞者のほうを向いて座っている。彼女のそばには犬と家禽がいる。後ろには大きな二輪の荷車があり、その上には干し草と4人の子供たちが見える。子供の1人は小さな笛を吹いている。左側奥にも小さな車があり、その傍らには豚が3匹いる。その後ろには立ち姿の女と少女、そして腰かけている少年が見える。左奥遠景には、非常に小さく農村の風景が表されている。空模様はどんよりとして、雨でも降ってきそうな気配である。
子供たちは、靴も含め良い身なりをしているようである。服装から判断して、家族は貧しい農民ではなく、小さな地主であろうか。品質の良い布地でできた靴は彼らのために誂えられたかのようで、良い状態にある。左端の少年の衣服は丈が短いように見えるものの、つぎはほとんどあてられていない。少女たちは皆、白いヘッドドレスを被り、肩の上に清潔な白い布を纏っている。明らかに子供たちは皆、栄養が十分で健康である。前景右側の女性を乳母とすれば、「富裕な家族の絵画」は完全なものとなる。

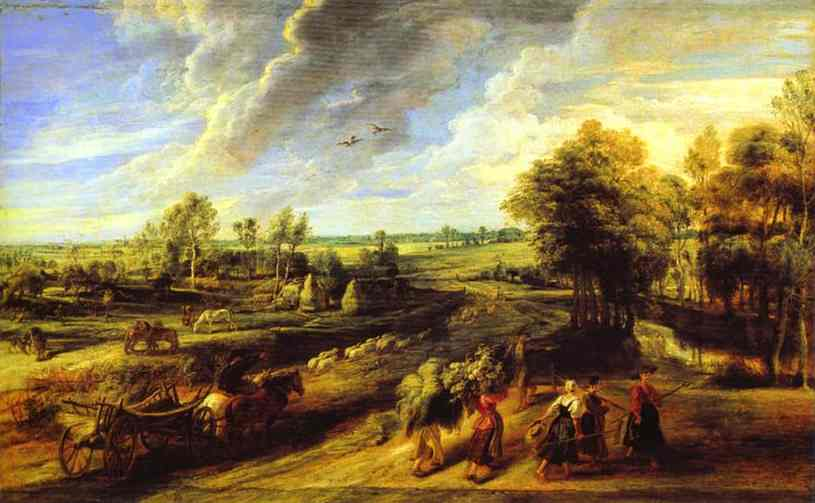
ピーテル・パウル・ルーベンス『畑から戻る農夫たち』 (1635年ごろ)、パラティーナ美術館、フィレンツェ

この絵画は、色彩が独自かつ微妙で驚くべきものである。青白い石膏のような、概ね灰色と黄土色を帯びた全体の色調は、嵐の到来を予兆する青白い光によってしか説明することはできない。そして、その白っぽい色調は、右側の荷車上の女性の袖の赤色、色褪せている大釜の薄いレモン色、その大釜を肩から下げる女性の胴着のくすんだ緑色により強調されている。
ルイ・ルナンは、農民たちをフランドル絵画のように動きや身振りをする姿で捉えていない。むしろ動きを抑えて、調和のとれた構図の中に収めている。ここには、画面構成の秩序を重んじるフランス古典主義絵画の特徴が現れている。なお、1848年に、本作はパリで展覧会に出品され、当時ギュスターヴ・クールベなどの風景画が関心を呼んでいたこともあり、高く評価された。